# Пролетарская улица (Екатеринбург)
Пролета́рская улица (бывшая Пеньковская, Конюшенная, Офицерская) расположена в Центральном жилом районе Екатеринбурга по левомюг составляет 235 м.

## История и достопримечательности
На Пролетарской улице ранее находились дома известного екатеринбургского фабриканта Ф. А. Злоказова и казначеи Ново-Тихвинского женского монастыря Х. И. Черепановой, у которой в конце 1870-х квартировал уральский писатель Д. Н. Мамин-Сибиряк. Чётную сторону улицы занимает комплекс Объединённого музея писателей Урала, в доме Злоказова размещается турфирма «Евразия».